# Руйнування Тейського мосту
56°26′18″ пн. ш. 2°59′18″ зх. д. / 56.43847222° пн. ш. 2.98833333° зх. д.
Руйнува́ння Те́йського мо́сту (англ. Tay Bridge disaster) — трагедія на Тейському мості, що сталася 28 грудня 1879 року, та за своїм шоковим впливом на британців порівнювалась тільки з шоком, який люди відчули пізніше у зв'язку із загибеллю океанського судна «Титанік» в 1912 році. Тейський міст був перекинутий через широке гирло річки Тей біля затоки Ферт-оф-Тей на східному узбережжі Шотландії — між містами Единбургом і Данді.

## Створення
Тейський міст, найдовший на той час у світі, був урочисто відкритий в 1878 році. Протяжність його сягала понад три кілометри, а спирався він на чавунні ферми, встановлені на вісімдесяти шести кам'яних биках. Зводив його інженер Томас Буч і запевняв усіх, що ця новітня споруда з чавуну і бетону не тільки найдовша в світі, але і найміцніша, найнадійніша, міст прослужить довгі роки на благо Великої Британії.
Інженеру Бучу вірили, однак поїздка на поїзді по найдовшому у світі мосту не всім приносила задоволення. З'ясувалося, що вітри приганяли з моря масу води, через що міст починав дивно порипувати, залізо терлося до заліза і багато хто побоювався, що якась із ферм не витримає і ось-ось завалиться в воду. Особливе побоювання викликали найдовші прольоти довжиною в сімдесят чотири метри, яких було одинадцять. Але до пори до часу все обходилося. Машиністи і кондуктори переконували боязких пасажирів, що міст зовсім новий і нічого боятися не слід. І, все ж на найдовших прольотах швидкість знижували.

## День трагедії
28 грудня строго за розкладом — о 18:20 — коли вже було зовсім темно, від единбурзького вокзалу Бернтайленд відійшов поштовий потяг, що прямував на протилежний бік річки Тей в місто Данді. У поїзді не було пасажирів першого і другого класу (як зазвичай буває в будні дні), адже 28 грудня 1879 року був неділею і більшість заможних людей проводило свій вільний час вдома. Однак у вагонах третього класу було 75 пасажирів.
У той день погода була неспокійною, з ранку дув вітер і гнав хмари. Вода в річці бурлила, покрилася баранчиками і загрожувала розливом, а до вечора розпочався сильний дощ. Міст, як завжди, поскрипував. О 19:13 поїзд минув останню невелику станцію Ворм, де забрав ще кілька пасажирів (в основному жінок і дітей) і в'їхав на перший проліт. Швидкість у нього була всього п'ять кілометрів на годину, оскільки машиніст, попереджений про ураганний вітер, не хотів ризикувати.
Обхідник станції Томас Барклі ще деякий час спостерігав, як в темряві віддалялися червоні вогні останнього вагона. Вітер був поривчастий. Барклі деякий час ще дивився вслід поїзду, але раптово відчув, як різкий порив вітру ледве не звалив його з ніг. В цей же момент пролунав якийсь приглушений гуркіт, і попереду відразу ж зникли червоні вогні поїзда.
Відчуваючи недобре передчуття, Барклі якийсь час стояв, протираючи очі, але так як вогні більше не з'являлися, він негайно ж попрямував у свою сторожку і почав телеграфувати в місто Данді. Але лінія мовчала, і телеграф не працював. Це могло означати тільки одне: кабель, що тягнувся всередині ферм моста, був обірваний. Підозри колійного обхідника посилилися, і він став телеграфувати в Единбург.
А на іншій стороні річки Тей чекали поїзда, який запізнювався вже на чотири хвилини. Вітер досягав такої сили, що з будівлі залізничного вокзалу зірвало дах. Службовці станції вибігли на вулицю і стали пильно вдивлятися в темряву, але міст був зруйнований, а ніяких вогнів на ньому не було видно. Спроба зв'язатися по телеграфу з Вормітом нічого не дала, зв'язок був обірваний. Все з'ясувалося, коли з берега річки прибігли люди і розповіли, що бачили, як під час найсильнішого пориву вітру в воду впав один з найдовших прольотів — той, довжина якого становила сімдесят чотири метри… І разом з ним у воду неквапливо впав освітлений потяг. Розпочаті відразу рятувальні роботи ні до чого не привели. Ніч, темрява, сильний вітер і бурхливі хвилі заважали пошукам.

## Суд
У суді, на якому розбиралися причини трагедії, давав свідчення й інженер Буч. Положення його було дуже важким. Його одного звинувачували у всьому, що трапилося. Інженер особливо не виправдовувався, вважаючи, що в усьому був винен ураган. Вітру такої сили ніхто не міг очікувати. Міст не витримав подвійного навантаження і ураганного пориву. Буч вважав, що всі його розрахунки були вірними і швидше за все причину слід шукати ще й в якості металу. І тоді на процес був викликаний представник ливарної фірми, постачальник залізних матеріалів для моста, який був змушений визнати, що якість чавуну і заліза не завжди відповідала необхідним нормам. Згодом там, де був виявлений розрив, якість матеріалів виявилась дуже низькою.
Коли з дна річки підняли локомотив, то з'ясувалося, що він при падінні не дуже сильно постраждав. Після невеликих ремонтних робіт його знову пустили на рейки, правда, вже на інших залізничних коліях. Міст відновили, зробили більш міцним і надійним. А інженер Буч після того судового процесу прожив всього шість місяців і помер від серцевого нападу.